# Acisoma
Acisoma (tên tiếng Anh Pintails) là một chi nhỏ chứa các loài chuồn chuồn ngô thuộc họ Libellulidae. Chi này chỉ có hai loài:
- Acisoma panorpoides Rambur, 1842 - Grizzled Pintail[2]
- Acisoma trifida Kirby, 1889 - Ivory Pintail[3]